# Шасі з носовою опорою

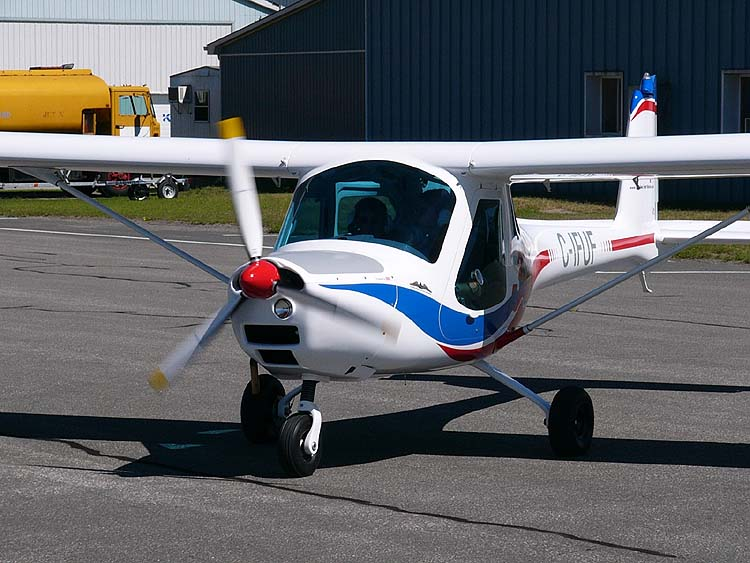
3Xtrim 3X55 Trener з фіксованим носовим колесом

Шасі з носовою опорою — це триопорне шасі літального апарату, яке має трициклічну конструкцію: два основних колеса розташовані на осі трохи позаду центру ваги, а попереду розташоване менше переднє колесо (або кілька на одному шасі) для підтримки носа. Літаки з такою конфігурацією найбільш поширені в наш час, остільки вона значно спрощує зліт, посадку та руління.

## Історія
Подібна конфігурація застосовувалася вже на деяких дуже ранніх літаках, наприклад Antoinette та Curtiss Model D часів епохи піонерів авіації до Першої світової війни. Безхвостий літак Whatsit Волдо Вотермана 1929 року був одним із перших, що мав кероване носове колесо.
У 1956 році компанія Cessna представила літак Cessna 172 з шасі з пружинної сталі. Їхній відділ маркетингу описав це як «Land-O-Matic», маючи на увазі, що ці літаки набагато легше приземляються, ніж літаки з хвостовим колесом. З огляду на численні переваги порівняно з числом недоліків носового розташування опорного колеса (див. нижче), до ери реактивних літаків у 1950-х майже всі комерційні авіалайнери перейшли на таку конфігурацію шасі.

## Переваги
- На землі літаки з носовим розташуванням опори шасі мають перевагу в видимості для пілота, оскільки ніс літака розташований рівно, тоді як при хвостовому розташуванні опори ніс задирається високо вгору та може блокувати огляд попереду
- Літаки з носовою опорою шасі набагато менше схильні до капотажу[ru] при наїзді на перешкоду або різкому гальмуванні[6].
- Легше управління на землі за сильного вітру завдяки негативному куту атаки крила.
- Простіше приземлення, оскільки положення, необхідне для посадки на головне шасі, таке ж, як і при посадковому вирівнюванні, а вразливість до бічного вітру менша.
- Носова опора, завдяки розташуванню центру маси перед основними шасі, зменшує ймовірність граунд-лупу[en] — стрімкого обертання літака в горизонтальній площині під час рулювання при посадці[1].
- В цілому керуванню літаком з носовим опорним колесом швидше і простіше навчитися.

Пілоти-студенти можуть швидше безпечно освоювати літак, оснащений носовим колесом.
- Сучасні реактивні літаки мають передню опору шасі, щоб запобігти пошкодженню злітно-посадкових смуг і рульових доріжок гарячим високошвидкісним вихлопом[6].

## Недоліки

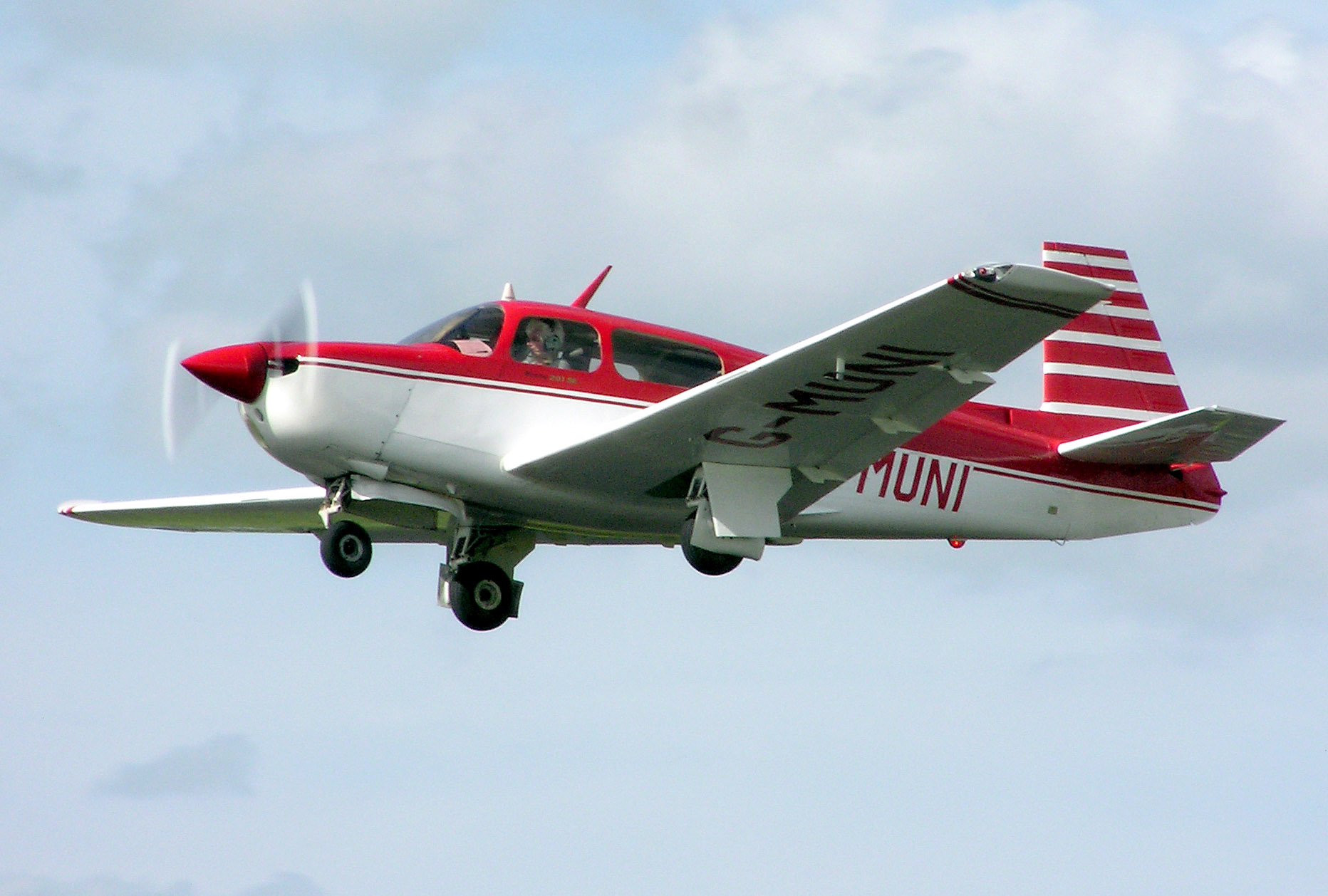
Mooney M20 зі втяжним носовим опорним колесом

- Носове колесо перебуває безпосередньо в повітряному потоці гвинта, тому здійснює більший паразитний опір[en] при польоті. Для розв'язання цієї проблеми й розроблено втяжні шасі[1].
- На землі носове колесо може бути схильним до явища, що в англомовних джерелах називається «wheel-barrowing[en]» (від wheelbarrow — тачка). При злеті або посадці слід уникати надмірної ваги на носове колесо, оскільки воно може розвернути літак вбік.
- При використанні на грубих ЗПС хвостове колесо безпечніше, оскільки воно передає навантаження на планер таким чином, що ризик його пошкодження менший. Поламка ж носового колеса призведе до удару об землю пропелером[1].
- При використанні неасфальтованої гравійної ЗПС камінці, засмоктані повітряним потоком, можуть пошкодити пропелер, тоді як при хвостовому розташуванні опори ніс літака природно високо піднятий[6].
- Носове опорне колесо більше, важче, дорожче та складніше в обслуговуванні.
- Загальна висота літаків з носовим колесом зазвичай більша, тому для них потрібен вищий ангар.
- Для встановлення замість колес лиж краще підходить хвостове розташування опори[3].